# 소요생활체육공원
소요생할체육공원(逍遙生活體育公園, Soyo Sports Park)은 대한민국 경기도 동두천시에 있는 스포츠 시설이다. 인조잔디 필드가 갖춰진 축구장이 설치되어 있으며, 2008년 10월에 준공되었다.

## 참고 문헌
- “소요생활체육공원”. 동두천시청.
- 《2019년 전국 공공체육시설 현황 (2018년말 기준)》. 대한민국 문화체육관광부. 2020.